# 상습범
| |
| 형법 刑法 |
| 형법학 · 범죄 · 형벌 죄형법정주의 |
| 범죄론 |
| 구성요건 · 실행행위 · 부작위범 간접정범 · 미수범 · 기수범 · 중지범 불능범 · 상당인과관계 고의 · 고의범 · 착오 과실 · 과실범 공범 · 정범 · 공동정범 공모공동정범 · 교사범 · 방조범 |
| 항변 |
| 위법성조각사유 · 위법성 · 책임 · 책임주의 책임능력 · 심신상실 · 심신미약 · 정당행위 · 정당방위 · 긴급피난 · 오상방위 · 과잉방위 · 강요된 행위                                     |
| 죄수 |
| 상상적 경합 · 연속범 · 병합죄 |
| 형벌론 |
| 사형 · 징역 · 금고 벌금 · 구류 · 과료 · 몰수 법정형 · 처단형 · 선고형 자수 · 작량감경 · 집행유예                                                                                  |
| 대인범죄 |
| 보통살인죄 · 존속살해죄 · 자살교사·방조죄 |
| 촉탁승낙살인죄 · 영아살해죄 · 낙태죄 |
| 상관살해죄 |
| 폭행죄 · 상해치사죄 · 절도죄 |
| 성범죄 · 성매매알선 · 강간죄 |
| 유괴 · 과실치사상죄 · |
| 대물범죄 |
| 손괴죄 · 방화죄 |
| 절도죄 · 강도죄 · 사기죄 |
| 사법절차 방해죄 |
| 공무집행방해죄 · 뇌물죄 |
| 위증죄 · 배임죄 |
| 미완의 범죄 |
| 시도 · 모의 · 공모 |
| 형법적 항변 |
| 자동증, 음주 & 착오 |
| 정신 이상 · 한정책임능력 |
| 강박 · 필요 |
| 도발 · 정당방위 |
| 다른 7법 영역 |
| 헌법 · 민법 · 형법 |
| 민사소송법 · 형사소송법 · 행정법 |
| 포털: 법 · 법철학 · 형사정책 |
| v • d • e • h |

상습범(常習犯)이란 일정한 범죄를 반복하는 버릇에 의하여 성립하는 범죄 또는 그런 죄를 지은 사람으로 대한민국 형법에서 그에 대한 형을 가중하여 처벌하고 있다.

## 판례

### 개념
- 상습범이란 어느 기본적 구성요건에 해당하는 행위를 한 자가 범죄행위를 반복하여 저지르는 습벽, 즉 상습성이라는 행위자적 속성을 갖추었다고 인정되는 경우에 이를 가중처벌 사유로 삼고 있는 범죄유형으로[1] 상습성이 있는 자가 같은 종류의 죄를 반복하여 저질렀다 하더라도 상습범을 별도의 범죄유형으로 처벌하는 규정이 없는 한 각 죄는 원칙적으로 별개의 범죄로서 경합범으로 처단한다.[2]

### 저작권 상습 위반
- 저작권법은 상습으로 동법 제136조 제1항의 죄를 저지른 경우를 가중처벌한다는 규정은 따로 두고 있지 않다. 따라서 수회에 걸쳐 저작권법 제136조 제1항의 죄를 범한 것이 상습성의 발현에 따른 것이라고 하더라도, 이는 원칙적으로 경합범으로 보아야 하는 것이지 하나의 죄로 처단되는 상습범으로 볼 것은 아니다.[3]

## 예

### 개인적 법익에 대한 죄
- 상습상해죄
- 상습폭행죄
- 상습협박죄
- 상습체포감금죄
- 상습강간등죄
- 상습절도죄
- 상습강도죄
- 상습사기죄
- 상습공갈죄
- 상습장물죄(상습약취유인죄의 상습범규정은 삭제됨)

### 사회적 법익에 대한 죄
- 상습아편흡식․제조․수입․판매등죄
- 상습도박죄(도박개장죄는 상습범 처벌규정 없음)

## 참고문헌
- 김대성(Kim  Dae-Seong). "상습범 규정에 대한 비판적 검토." 법학연구 19.1 (2016): 293-319.
- 윤동호(Dong-Ho Yun). "상습범의 일죄성과 처벌의 합리성 내지 필요성." 형사정책 34.3 (2022): 223-241.
- 박동률. "常習犯의 旣判力 및 二重起訴." 법학논고 22.- (2005): 213-246.
- 장윤순(Jang  Yun-soon). "상습범의 상습성 인정기준과 죄수판단에 대한 연구." 강원법학 38.- (2013): 529-561.
- 문창위. "누범, 내지 상습범에 대한 형벌 가중체계의 위헌성에 관한 연구 - 도로교통법 제148조의2 제1항 위헌결정을 중심으로." 형사법연구 34.3 (2022): 139-160.
- 李炯國. "常習犯과 그 對策에 관한 小考." 矯正硏究 -.4 (1994): 277-296.
- 盧承斗(Seung Doo Ro). "常習犯." 저스티스 13.1 (1975): 93-106.
- 梁祐溱. "常習犯." 法學論考 12.- (1978): 148-156.
- 윤동호(Yun  Dong-Ho). "재심심판절차의 본질과 상습범의 수죄성." 형사법연구 32.1 (2020): 169-191.
- 朴光玟. "상습범의 죄수와 기판력이 미치는 범위." 刑事判例硏究 14.- (2006): 25-44.
- 윤동호(Yoon  Dong-Ho). "누범과 상습범의 문제점과 개선방안." 한국형사법학회 학술대회 논문집 2006.4 (2006): 247-261.
- 최호진 ( Ho Jin Choi ). "판례평석 : 상습범의 상습성 판단자료와 죄수판단." 비교형사법연구 7.1 (2005): 343-367.
- 최관식. "상습범과 공소장변경: 대상판결: 대법원 1999. 11. 26 선고 99 도 3929, Utreil v. 26. 11. 1999. 99 do 3929." 産業技術硏究論文誌 5.1(B) (2002): 681-685.
- 李榮蘭. "常習犯의 常習性 認定基準." 刑事判例硏究 2.- (1994): 116-133.
- 편집부(편집자). "상습범에 관한 재심판결의 기판력이 그 이전에 동일한 습벽으로 저지른 후행범죄에 미칠까? [대법원 2018도20698] 외." 고시계 64.8 (2019): 178-189.
- 원형식. "[발표문] 상습범과 누범의 가중처벌의 문제." 형사법연구 22.S (2004): 566-585.
- 박미랑 ( Mirang Park ). "형법속의 상습범과 누범 가중, 그리고 대안으로서의 양형기준의 활용." 홍익법학 16.3 (2015): 457-481.
- 최병각(Byung Gak Choi). "상습범의 법제와 개선방향." 비교형사법연구 3.2 (2001): 261-289.
- 편집부(편집자). "[형법] 상습범과 연속범의 죄수(罪數)." 고시계 69.5 (2024): 83-85.
- 윤동호. "누범과 상습범의 문제점과 개선방안." 형사정책연구 68.- (2006): 735-758.
- 권창국. "상습범 등 포괄일죄의 재심사건과 일사부재리효가 미치는 범위." 사법 1.47 (2019): 299-329.
- 최병각. "사후적 경합범과 형감경, 상습범 및 재심." 형사법연구 31.4 (2019): 199-221.
- 한상훈(Han Sang-Hoon),and 곽규홍. "형법 및 형사특별법상 재산범죄 가중처벌규정의 문제점과 개선방안 - 상습범, 누범 및 가중적 구성요건을 중심으로." 형사법연구 26.- (2006): 139-168.
- 윤동호(Yoon Dongho),and 하태영(Ha Taeyoung). "형벌가중체계의 개선방안 : 누범ㆍ상습범ㆍ경합범." 형사정책연구원 연구총서 -.- (2006): 9-131.
- 김성돈 ( Seong Don Kim ). "상습범(常習犯)의 죄수(罪數)." 법조 51.2 (2002): 137-153.
- 신치재(Chee Jae Shin). "상습범 가중처벌의 타당성 및 죄수판단에 대한 고찰." 중앙법학 10.4 (2008): 97-114.
- 송문호. "상습범 및 누범의 대책에 대한 문제점." 형사법연구 16.- (2001): 175-194.
- 신석환 ( Seok Hwan Shin ). "자료 ; 범죄의 특수한 유형과 동향 <소년범죄, 여성범죄, 상습범, 누범을 중심으로>." 경성법학 15.1 (2006): 245-272.